# Австралийская выпь
Австралийская выпь (лат. Botaurus poiciloptilus) — вид птиц из семейства цаплевых.

## Распространение
Обитают в Австралии, Новой Зеландии, на Тасмании, в Новой Каледонии и Увеа.

## Описание
Длина 65-75 см. Самец крупнее самки.

## Биология
Скрытный, отчасти ночной вид. Питаются водными существами: жабами, угрями, пресноводными ракообразными. Гнездо строят на земле.
У птицы характерный крик, который слышат чаще, чем видят её саму.